# مجموعه بناهای روش مهر
مجموعه بناهای روش مهر مربوط به سده‌های اولیه دوران‌های تاریخی پس از اسلام است و در شهرستان بهبهان، بخش مرکزی، دهستان حومه، تنگ تکاب، ۵ کیلومتری شرق روستای امام رضا (ع ۹ واقع شده و این اثر در تاریخ ۱ مرداد ۱۳۸۶ با شمارهٔ ثبت ۱۹۲۴۲ به‌عنوان یکی از آثار ملی ایران به ثبت رسیده است.